# Franco Columbu
Franco Columbu (Ollolai, 7 augustus 1941 - 30 augustus 2019) was een Italiaans-Amerikaans chiropractor, acteur en bodybuilder, Sterkste Man en bokser.

## Carrière
Hij was als trainingspartner van Arnold Schwarzenegger een van de eerste professionele bodybuilders. Verder is hij de winnaar van de titel Mr. Olympia in 1976 en 1981.
Na een start van zijn sportcarrière als bokser, waarin hij onder andere amateurkampioen van Italië werd, ging hij verder met powerlifting en later als bodybuilder. Op een gegeven moment werd hij gezien als de sterkste man ter wereld en was houder van een aantal wereldrecords in de disciplines powerlifting en gewichtheffen, terwijl hij slechts 165 cm lang was en in die tijd rond de 89 kg woog.
Dr. Franco Columbu, master of Chiropractic (chiropractor), vitamine-, voedings- en bewegingsdeskundige,
had, ondanks zijn enorme kracht en sportervaring, lichamelijk weinig aanleg voor bodybuilding.
Terwijl andere bodybuilders op het strand lagen verdiepte Columbu zich in zijn voeding om zo de juiste proporties te krijgen. De kracht had hij al, echter was hij erg klein en had hij ondanks zijn kracht een (in verhouding tot andere bodybuilders) geringe spierontwikkeling (massa) bij sommige spiergroepen en waren de proporties (de verhoudingen tussen spiergroepen) niet optimaal. Door zijn enorme doorzettingsvermogen en kennis heeft hij het toch voor elkaar gekregen vele bodybuildingtitels in de wacht te slepen.
Arnold Schwarzenegger kwam hij tegen in München in 1965, waar hij vrienden mee werd, mede omdat beiden uit Europa kwamen en hij kwam ook tegen hem uit in meerdere internationale bodybuildingwedstrijden. In de Mr. Olympia wedstrijden kwam Columbu uit in de klasse onder 200 lb (90.7 kg), waar Schwarzenegger deelnam in de klasse boven 200 lb. 
Hij speelde met Schwarzenegger in Pumping Iron en had kleine rolletjes in Conan the Barbarian, The Terminator, The Running Man. Een hoofdrol speelde hij in zijn eigen film Berretta's Island.
Tijdens zwemmen in de zee nabij San Teodoro werd hij onwel en overleed op weg naar het ziekenhuis op zijn geliefde Sardinië op 78-jarige leeftijd.

## Erelijst

### Bodybuilden
- 1968: NABBA Mr Universe (Most Muscular)
- 1969: IFBB Mr Europe (Medium)
- 1969: NABBA Mr Universe (Most Muscular)
- 1969: NABBA Mr Universe (Short)
- 1969: IFBB Mr Universe (Short)
- 1970: IFBB Mr Europe (Short & Overall)
- 1970: AAU Mr World (Pro Short)
- 1970: IFBB Mr World (Short)
- 1970: IFBB Mr Universe (Short & Overall)
- 1971: IFBB Mr World (Short & Overall)
- 1974: Mr Olympia (Lightweight)
- 1975: Mr Olympia (Lightweight)
- 1976: Mr Olympia (Lightweight & Overall)
- 1981: Mr Olympia

### Powerlifting
- Kampioen van Italië
- Kampioen van Duitsland
- Kampioen van Europa

### Wereldrecords powerlifting
- Bankdrukken 238 kg (dit is te vergelijken met wat Sterkste Mannen die nu (2013) bijna 2x zo groot zijn als Columbu toen was, nu bankdrukken)
- Squat 297 kg
- Deadlift 340 kg

## Trivia

### Sterkste man van de Wereld
- 1977 Sterkste Man van de Wereld , 5e plaats

Hoewel Columbu 1e stond, kreeg hij een ernstige blessure aan zijn knie waardoor hij 5e werd, omdat hij dit laatste onderdeel de minste punten haalde. Columbu stond aan kop en was in tegenstelling tot zijn tegenstanders de enige die lichter was dan 100 kg en kleiner dan 1.70m. Hij had 3 jaar nodig om weer te kunnen lopen, terwijl sommige doktoren in de V.S. (na een operatie van ruim 6 uur) het onmogelijk achtten dat hij ooit nog zou kunnen lopen met zijn ontwrichte knie. Columbu zakte door zijn been tijdens een race waarbij koelkasten zo snel mogelijk van de ene naar de andere plaats gebracht moesten worden. Dit was op de nationale televisie te zien in de Verenigde Staten en het moment van het ongeluk werd een aantal malen herhaald. Columbu kreeg na een proces (US) $1.000.000,00 schadevergoeding voor deze blessure.

### Rambo: First Blood Part II
- Columbu trainde Sylvester Stallone voor de film Rambo: First Blood Part II uit 1985.